# Warren (Michigan)
Warren – miasto w hrabstwie Macomb w stanie Michigan w Stanach Zjednoczonych. Według spisu powszechnego z roku 2000 ma ok. 138,2 tys. mieszkańców, jest trzecim miastem pod względem populacji w stanie Michigan i największym przedmieściem Detroit. 12% mieszkańców deklaruje polskie pochodzenie (dane z 2022). 
W mieście znajdują się zakłady badawczo-rozwojowe koncernu motoryzacyjnego General Motors, centra dowodzenia i budowy broni pancernej Armii Amerykańskiej – Tank-automotive and Armaments Command (TACOM) i Tank Automotive Research, Development and Engineering Center (TARDEC), dawniej także fabryka zbrojeniowa Detroit Arsenal Tank Plant. W latach 1987–2000 swoją siedzibę w mieście miała sieć gastronomiczna Big Boy Restaurants.
Warren uzyskało status miasta (city) w 1957 roku. Enklawę stanowi odrębne miasto Center Line.

## Geografia
- Miasto Center Line, jest enklawą wewnątrz miasta Warren. Warren graniczy z Detroit, Hazel Park, Madison Heights, Sterling Heights, Fraser, Roseville, and Eastpointe.
- Według United States Census Bureau, miejscowość ma powierzchnię 88,9 km² z czego 88,8 km², to ląd, a 0,1 km² to powierzchnia wodna. Woda stanowi 0,09% powierzchni.

## Demografia
- Według danych z roku 2000 miasto ma 138 247 mieszkańców. Gęstość zaludnienia to 1,556 os./km².
- Struktura rasowa ludności;
  - Rasa:
    - Biali – 91,29%
    - Azjaci – 3,09%
    - Czarna/Afroamerykanie – 2,67%
    - Latynosi/pochodzenia hiszpańskiego dowolnej rasy – 1,35%
    - Indianie/rdzenni Amerykanie – 0,36%
    - Oceania – 0,02%
    - Inne – 0,34%
    - Dwie lub więcej – 2,23%
- Średni dochód:
  - Gospodarstwo domowe – 44,626 USD
  - Rodzina – 52,444 USD
  - Mężczyźni – 41,454 USD
  - Kobiety – 28,368 USD
  - Osoby poniżej progu ubóstwa – 7,4%
  - Rodziny poniżej progu ubóstwa – 5,2%
  - Osoby poniżej progu ubóstwa w wieku 18 lat lub młodsze – 9,5%
  - Osoby poniżej progu ubóstwa w wieku 65 lat lub starsze – 5,8%
  - Warren jest miastem gdzie najszybciej w całym USA ubywa ludności, średnio 10% co 10 lat.